# Pezotmethis nigrescens
Pezotmethis nigrescens är en insektsart som först beskrevs av Pylnov 1914.  Pezotmethis nigrescens ingår i släktet Pezotmethis och familjen Pamphagidae.

## Underarter
Arten delas in i följande underarter:
- P. n. nigrescens
- P. n. crassus
- P. n. desertus
- P. n. hemipterus
- P. n. subalatus